# Courrier d'entreprise à distribution exceptionnelle
Le Courrier d'entreprise à distribution exceptionnelle, couramment abrégé par l'acronyme Cedex, est un service que la Poste française propose depuis 1966 aux professionnels (entreprises, administrations, associations, cabinets d'avocats, de notaires ou de professions libérales, etc.) et à certains particuliers pour leur distribuer leur courrier en priorité. Les abonnés à ce service ont généralement un volume de courrier important ou des conditions de distribution spéciales.

## Histoire
Le Courrier d'entreprise à distribution exceptionnelle est lancé à titre expérimental au centre de tri de Paris-Brune le 1er octobre 1966.

## Adresse
Pour être ainsi distribués, les courriers doivent porter une adresse rédigée d'une manière particulière. Le code postal est ainsi remplacé par un numéro à cinq chiffres identifiant le destinataire ou un groupe de destinataires ; de plus, le nom de la commune est suivi du texte « CEDEX », lequel peut être complété par un numéro d'identification du bureau distributeur (lorsqu'il y en a plusieurs dans une même agglomération), ou du numéro d'arrondissement (dans les villes ainsi subdivisées : Paris, Lyon et Marseille).
Par exemple : « 12101 MILLAU CEDEX 11 »
La norme AFNOR NF Z 10-011 du 19 janvier 2013 pour la rédaction des adresses exige que la dernière ligne soit rédigée en lettres capitales. Or c'est justement sur la dernière ligne, après le nom de la commune, que la mention du Cedex doit le cas échéant être libellée. Il est donc recommandé d'écrire « CEDEX ». Lorsqu'il y a location d'une boîte postale, le numéro de celle-ci doit également y figurer.